# Rihab El Walid
Rihab El Walid, née le 14 juin 1998 à Kébili, est une archère tunisienne.

## Carrière
Elle est médaillée d'argent en arc classique individuel aux Jeux africains de 2019 à Rabat et remporte la médaille de bronze par équipe aux championnats arabes 2021 à Radès.
Elle participe aux Jeux olympiques de 2020 à Tokyo, terminant 59e des qualifications avant d'être éliminée en 32es de finale contre la Mexicaine Aída Román.
En 2023, elle est médaillée d'or en individuel aux championnats arabes à Riyad puis médaillée de bronze en individuel et médaillée d'argent par équipe aux championnats d'Afrique 2023 à Nabeul.